# Stadelhofen
Stadelhofen este o comună aflată în districtul Bamberg, landul Bavaria, Germania.
1. 1 2  Alle politisch selbständigen Gemeinden mit ausgewählten Merkmalen am 31.12.2018 (4. Quartal) (în germană), Statistisches Bundesamt[*], arhivat din original la 10 martie 2019, accesat în 10 martie 2019